# Attihal, Hukeri
Attihal là một làng thuộc tehsil Hukeri, huyện Belgaum, bang Karnataka, Ấn Độ.